# Oyón
Oyón (spanska) eller Oion (baskiska), officiellt Oyón-Oion, är en kommun i Spanien.  Den ligger i Álavaprovinsen i södra delen av den autonoma regionen Baskien i norra delen av landet, 260 km norr om huvudstaden Madrid. Antalet invånare är 3 413 (2024).